# Аль-Газала (рудник)
Аль-Газала (рудник) — підприємство рудної промисловості Саудівської Аравії, розташоване на заході країни за дві з половиною сотні кілометрів на північний схід від Медіни.
Підприємство, яке почало роботу в 2010 році, провадить видобування магнезиту відкритим способом з родовища Аль-Газала. Підтверджені та ймовірні запаси проєкту станом на 2011-й оцінено на рівні 2,5 млн тонн магнезитової руди, крім того, ресурси категорій виміряні та показані оцінювались у 3 млн тонн.
Номінальна потужність підприємства становить 140 тисяч тонн на рік, при цьому в 2013-му фактичний видобуток становив 77 тисяч тонн. Продукція постачається для переробки на завод у Медині.
Проєкт реалізувала Industrial Minerals Company, яка є дочірньою структурою групи Ma'aden.